# Poolbillard 2011
Die Poolbillard-Saison 2011 war eine Serie von Poolbillard-Turnieren, die von der World Pool-Billiard Association veranstaltet wurden.

## Saisonergebnisse
| Datum                           | Turnier                                   | Austragungsort    | Disziplin   | Sieger                        | Finalist                          | Ergebnis |
| 10. Februar bis 12. Februar     | ET 111 – French Open 2011                 | Sucy-en-Brie      | 9-Ball      | Ralf Souquet                  | Nick van den Berg                 | 9:8      |
| 19. Februar bis 26. Februar     | 8-Ball-Weltmeisterschaft 2011             | Fudschaira        | 8-Ball      | Dennis Orcollo                | Niels Feijen                      | 10:3     |
| 23. März bis 3. April           | Europameisterschaft 2011                  | Brandenburg       | 14/1 endlos | Tomasz Kapłan                 | Fabio Petroni                     | 125:17   |
| 23. März bis 3. April           | Europameisterschaft 2011                  | Brandenburg       | 8-Ball      | Dominic Jentsch               | Ralf Souquet                      | 8:1      |
| 23. März bis 3. April           | Europameisterschaft 2011                  | Brandenburg       | 9-Ball      | Nick van den Berg             | Mario He                          | 11:3     |
| 23. März bis 3. April           | Europameisterschaft 2011                  | Brandenburg       | 10-Ball     | Stephan Cohen                 | Radosław Babica                   | 8:6      |
| 14. April bis 16. April         | ET 112 – Italy Open 2011                  | Treviso           | 9-Ball      | Ralf Souquet                  | Jayson Shaw                       | 9:6      |
| 9. Mai bis 15. Mai              | 10-Ball-Weltmeisterschaft 2011            | Manila            | 10-Ball     | Huidji See                    | Fu Jianbo                         | 11:8     |
| 6. Juni bis 12. Juni            | China Open 2011                           | Shanghai          | 9-Ball      | Chris Melling                 | Hsu Kai-lun                       |          |
| 25. Juni bis 2. Juli            | 9-Ball-Weltmeisterschaft 2011             | Doha              | 9-Ball      | Yukio Akakariyama             | Ronato Alcano                     | 13:11    |
| 7. Juli bis 9. Juli             | ET 113 – Austria Open 2011                | St. Johann        | 9-Ball      | Richard Jones                 | Serge Das                         | 9:5      |
| 11. Juli bis 17. Juli           | World Series of Pool 2011                 | Jakarta           | 10-Ball     | Ko Pin-yi                     | unbekannt                         |          |
| 25. August bis 27. August       | ET 114 – German Open 2011                 | Brandenburg       | 10-Ball     | Dimitri Jungo                 | Serge Das                         | 8:5      |
| 28. August bis 2. September     | 14/1-endlos-Weltmeisterschaft 2011        | New Brunswick, NJ | 14/1 endlos | Thorsten Hohmann              | Mike Davis                        |          |
| 3. September bis 5. September   | World Pool Masters 2011                   | Quezon City       | 9-Ball      | Ralf Souquet                  | Dennis Orcollo                    |          |
| 6. September bis 11. September  | World Cup of Pool 2011                    | Quezon City       | 9-Ball      | Ralf Souquet Thorsten Hohmann | Nitiwat Kanjanasri Kobkit Palajin | 10:4     |
| 14. September bis 18. September | Predator International Championship 2011  | Quezon City       | 10-Ball     | Dennis Orcollo                | unbekannt                         |          |
| 29. September bis 1. Oktober    | ET 115 – Hungary Open 2011                | Eger              | 10-Ball     | Ralf Souquet                  | Marcus Chamat                     | 8:2      |
| 16. Oktober bis 22. Oktober     | US Open 9-Ball 2011                       | Chesapeake, VA    | 9-Ball      | Darren Appleton               | Shawn Putnam                      |          |
| 25. Oktober                     | International Challenge of Champions 2011 | Uncasville        | 9-Ball      | Darren Appleton               | unbekannt                         |          |
| 18. November bis 20. November   | All Japan Open 2011                       | Amagasaki         | 9-Ball      | Ko Pin-yi                     | Wu Jiaqing                        |          |
| 1. Dezember bis 3. Dezember     | ET 116 – Treviso Open 2011                | Treviso           | 9-Ball      | Mark Gray                     | David Alcaide                     | 9:8      |
| 8. Dezember bis 11. Dezember    | Mosconi Cup 2011                          | Las Vegas         | 9-Ball      | Europa                        | USA                               | 11:7     |